# Bolešín (Sedlec-Prčice)
Bolešín (německy Boleschin) je malá vesnice, část města Sedlec-Prčice v okrese Příbram ve Středočeském kraji. Nachází se asi dva kilometry jihozápadně od Sedlce. Částí města protéká Uhřický potok. Jsou zde evidovány čtyři adresy. V roce 2011 zde trvale žilo jedenáct obyvatel.
Bolešín leží v katastrálním území Uhřice u Sedlce o výměře 2,34 km².

## Historie
První písemná zmínka o vesnici pochází z roku 1469.

## Obyvatelstvo
| Rok            | 1869 | 1880 | 1890 | 1900 | 1910 | 1921 | 1930 | 1950 | 1961 | 1970 | 1980 | 1991 | 2001 | 2011 | 2021 |
| -------------- | ---- | ---- | ---- | ---- | ---- | ---- | ---- | ---- | ---- | ---- | ---- | ---- | ---- | ---- | ---- |
| Počet obyvatel | 19   | 23   | 29   | 23   | 25   | 19   | 21   | 17   | 13   | 15   | 13   | 8    | 7    | 11   | 15   |
| Počet domů     | 4    | 4    | 4    | 3    | 3    | 3    | 4    | 3    | 3    | 3    | 3    | 3    | 3    | 5    | 6    |

## Obecní správa
Při sčítání lidu v letech 1850–1960 Bolešín byl osadou obce Uhřice, se kterým patřil nejprve do okresu Sedlčany, ale od roku 1960 v okrese Benešov. Od 12. června 1960 do 31. prosince 1979 byl částí obce Jetřichovice v okrese Benešov. Od 1. ledna 1980 je částí města Sedlec-Prčice v okrese Benešov. Od 1. ledna 2007 vesnice přešla spolu s městem Sedlec-Prčice z okresu Benešov do okresu Příbram.

## Galerie

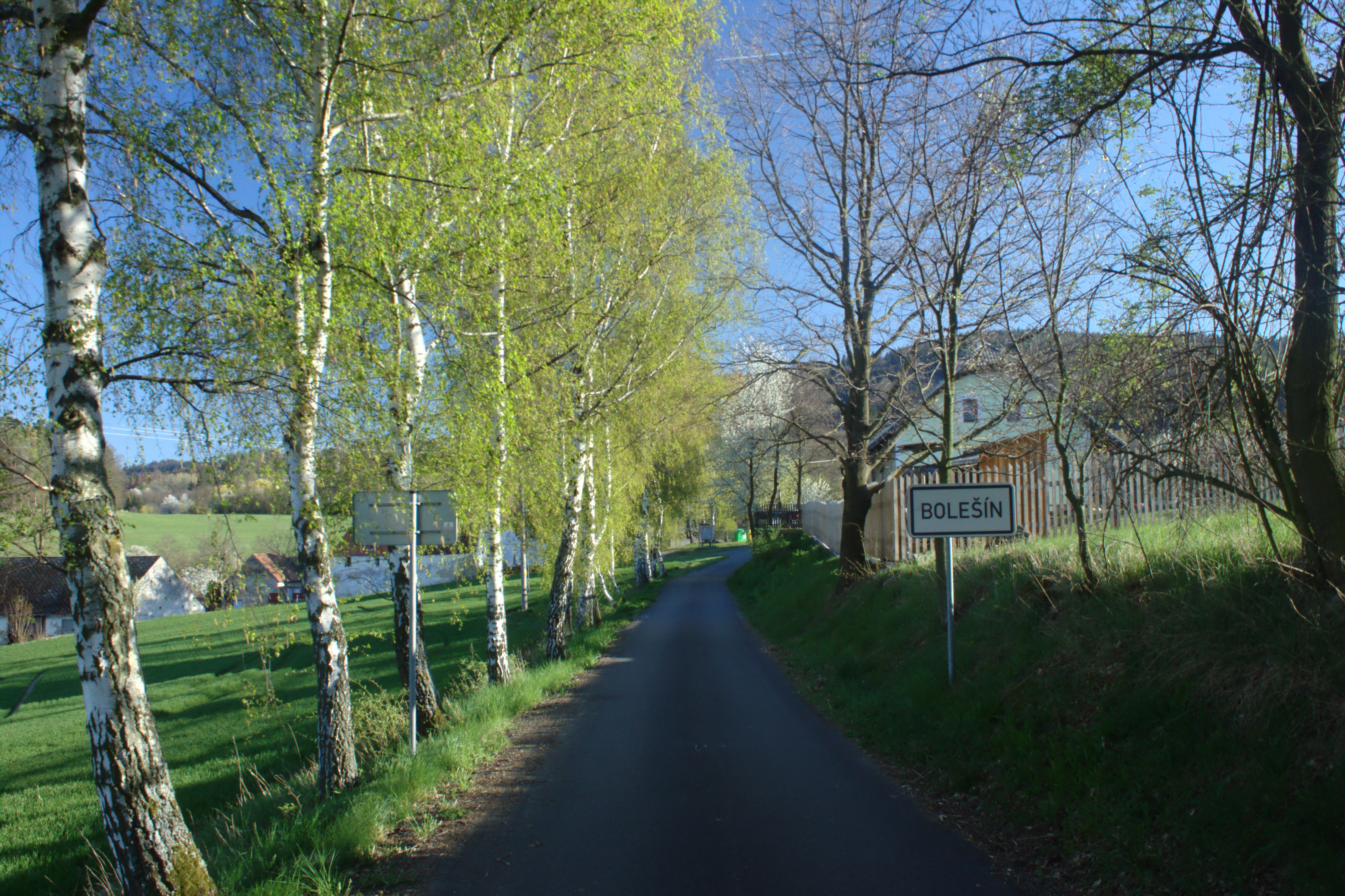
Příjezdová alej
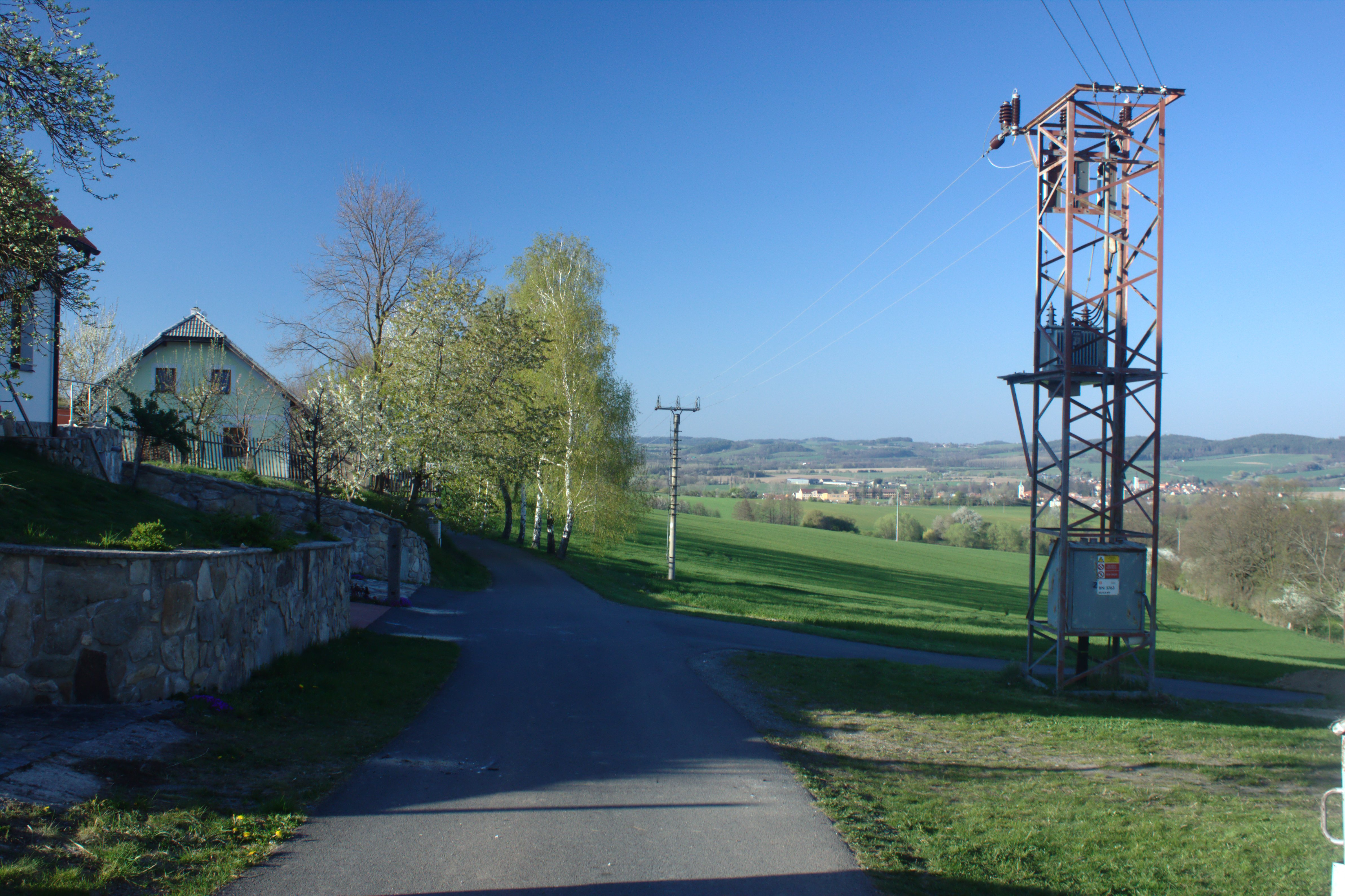
Rozcestí a trafo stanice
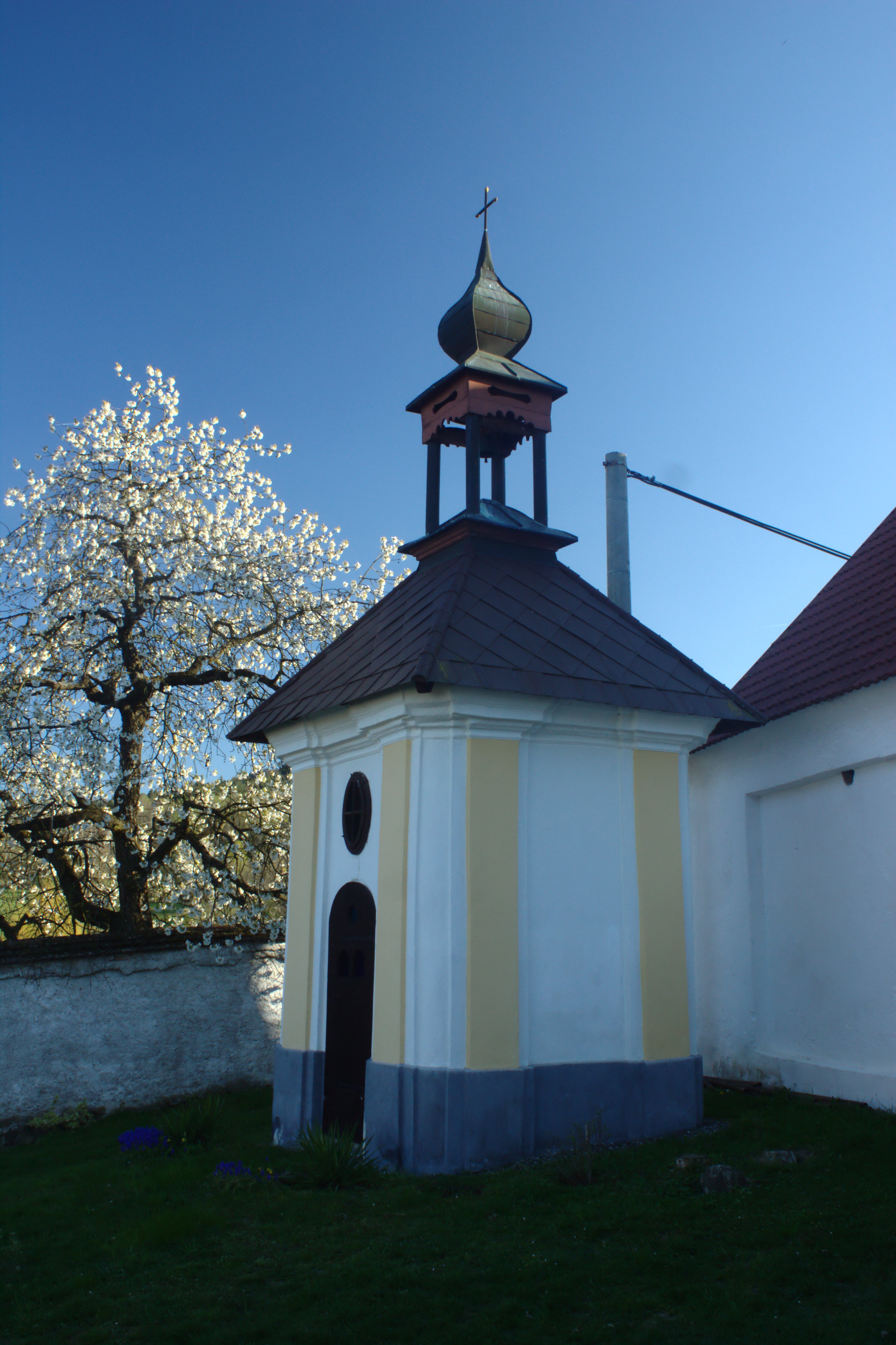
Kaplička
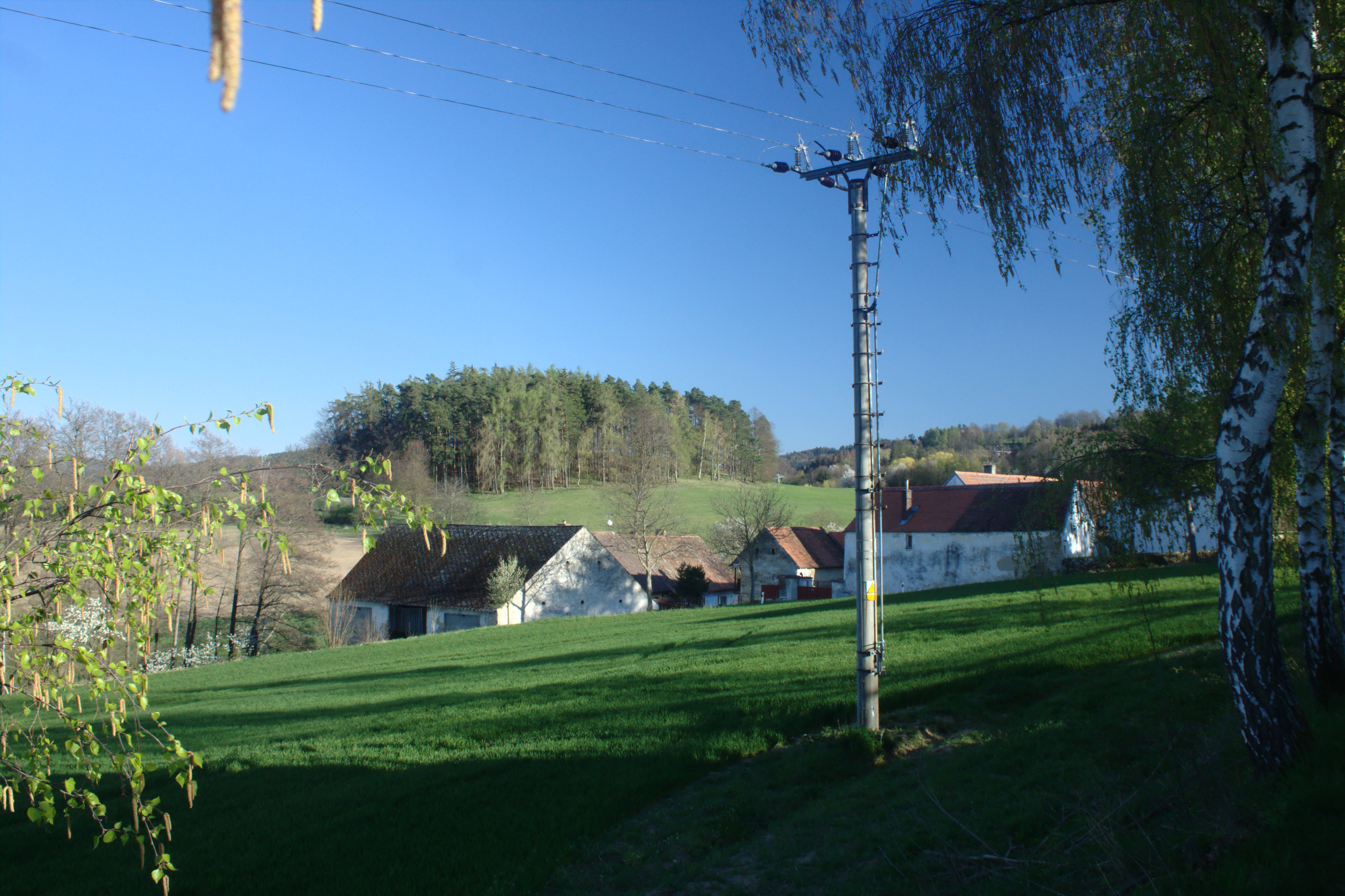
Domy